# Moradabad
Moradabad (Hindi: मुरादाबाद, Urdu: مراداباد; Murādābād [mʊrɑːdɑːbɑːd]) ist eine Großstadt im nordindischen Bundesstaat Uttar Pradesh und Verwaltungssitz des gleichnamigen Distrikts.

## Lage
Der Ort mit rund 890.000 Einwohnern (Volkszählung 2011) befindet sich in der Gangesebene am Fluss Ramganga, einem Nebenfluss des Ganges. Moradabad liegt 150 km östlich von Delhi sowie 25 km westlich von Rampur.

## Geschichte

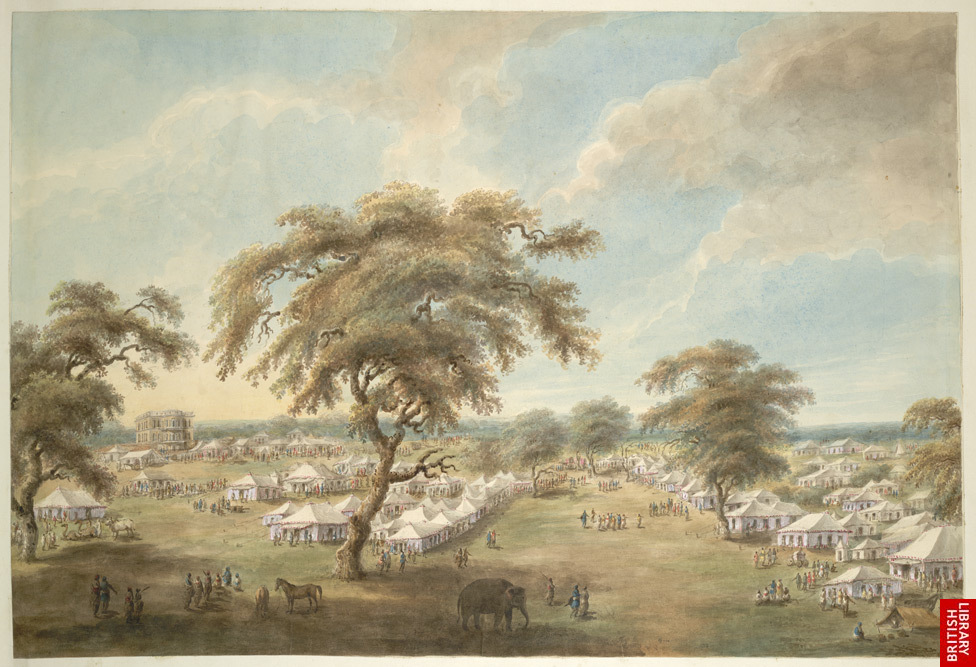
Britisches Camp in Moradabad (Gemälde, 1814–15)

Der Überlieferung nach wurde die Stadt im Jahr 1625 als befestigter Handelsplatz zur Zeit des Großmogul Shah Jahan, durch den Gouverneur von Sambhal, Rustam Khan gegründet. Der erste Name war Rustam Nagar („Stadt des Rustam“) aber dieser wurde später in Moradabad geändert, nach Murad Baksh, dem Sohn des Großmogul. Einen Entwicklungsimpuls erhielt die Stadt nach der Errichtung der großen Moschee (Jama Masjid) im Jahr 1632. Die Stadt befand sich von 1740 bis 1773 unter der Herrschaft der Rohillas, einem Paschtunenvolk. Im Jahr 1801, im Kontext des Zweiten Marathenkrieges, kam sie unter die Herrschaft der Britischen Ostindien-Kompanie und verblieb unter britischer Herrschaft bis zur Unabhängigkeit Indiens im Jahr 1947.
Moradabad war im unabhängigen Indien mehrfach Schauplatz schwerer gewalttätiger kommunalistischer Auseinandersetzungen. Die schwersten Unruhen ereigneten sich im Jahr 1980. Nachdem Ordnungspolizisten bei einer Massenveranstaltung anlässlich des Fests des Fastenbrechens am 13. August 1980 von einer Muslim-Menge mit Steinen beworfen und angegriffen worden waren, wobei es Todesopfer gab, kam es zu schweren Auseinandersetzungen zwischen Polizei und ortsansässigen Muslimen, bei denen 250 bis 300 Personen starben (einige Schätzungen gaben deutlich höhere Zahlen an).

## Wirtschaft
Die Stadt ist für ihr Kunsthandwerk mit Objekten aus Messing und Glas bekannt. Ersteres hat ihr den Beinamen Peetal Nagari oder ‘Brass City’ („Messingwaren-Stadt“) eingebracht.

## Verkehr
Der Ort verfügt mit den nationalen Fernstraßen NH 24 und NH 93 über einen Fernstraßenanschluss sowie über einen Bahnhof.

## Persönlichkeiten
- Ahmed Jan Thirakwa (1892–1976), Tablaspieler
- Deepti Kapoor (* 1980), Journalistin und Schriftstellerin